# شیهورو، هوکایدو
شیهورو، هوکایدو (به لاتین: Shihoro, Hokkaido) یک منطقهٔ مسکونی در ژاپن است که در Tokachi Subprefecture واقع شده‌است. شیهورو ۶٬۷۳۳ نفر جمعیت دارد.